# Borys Aristow
Borys Iwanowicz Aristow (ros. Борис Иванович Аристов; ur. 13 września 1925 w Kostromie, zm. 27 listopada 2018) – polityk KPZR, dyplomata radziecki.
Ukończył studia inżynieryjno-techniczne. Członek WKP(b) od 1945, od 1952 pracownik aparatu partyjnego. Od 1971 pierwszy sekretarz komitetu miejskiego KPZR w Leningradzie. W latach 1971–1990 członek Komitetu Centralnego KC KPZR.
Od czerwca 1978 ambasador ZSRR w PRL. Na stanowisku tym zastąpił Stanisława Piłotowicza. Od 1983 wiceminister spraw zagranicznych ZSRR, na stanowisku ambasadora ZSRR w PRL zastąpił go Alaksandr Aksionau. Od października 1985 minister handlu wewnętrznego. Od czerwca 1988 ambasador ZSRR w Finlandii. W marcu 1992 przeszedł na emeryturę.
Deputowany Rady Najwyższej ZSRR dwu kadencji. Dwukrotnie nagrodzony Orderem Lenina, Orderem Rewolucji Październikowej i Orderem Czerwonego Sztandaru Pracy.
W 1980 r. Aristow domagał się od władz polskich odebrania złotego medalu olimpijskiego Władysławowi Kozakiewiczowi, unieważnienia rekordu oraz dożywotniej dyskwalifikacji za obrazę narodu radzieckiego. Chodziło o tak zwany gest Kozakiewicza, który polski tyczkarz pokazał po zwycięskim skoku w czasie Letnich Igrzysk Olimpijskich w Moskwie wygwizdującej go radzieckiej publiczności.